# 弁天橋 (木曽川)
弁天橋（べんてんばし）は、岐阜県中津川市の木曽川に架かる橋である。
落合ダムのダム湖にかかる橋である。現在の橋は2代目である。

## 概要
- 供用 ：1977年（昭和52年）
- 延長：118.0m
- 幅員：6.0m
- 区間：岐阜県中津川市落合 - 岐阜県中津川市瀬戸

## 沿革
1926年（大正15年）、落合ダムの完成と同時に初代の弁天橋が架橋される。歩行者専用の吊り橋であった。
初代の弁天橋は老朽化が進み、橋を渡る人数が制限されたり、強風などの通行止めが行われるなど支障をきたすようになる。緊急時は落合ダムの堰堤を通行していたという。
老朽化の架け替えとして、現在の橋が完成する。
座標: 北緯35度31分38.1秒 東経137度31分47.4秒 / 北緯35.527250度 東経137.529833度